# Nikołaj Szochin (wojskowy)
Nikołaj Michajłowicz Szochin (ros. Николай Михайлович Шохин; ur. 6 grudnia?/19 grudnia 1913 w Łuzinie w powiecie omskim, zm. 17 czerwca 1988) – radziecki żołnierz, czerwonoarmista, w latach 1943–1944 uczestnik walk przeciwko III Rzeszy na terenie Białoruskiej SRR; Bohater Związku Radzieckiego.

## Życiorys
Urodził się 19 grudnia 1913 roku w osadzie Łuzino, w powiecie omskim obwodu akmolskiego Imperium Rosyjskiego (obecnie obwód omski Federacji Rosyjskiej). Od 1943 roku brał udział w walkach na froncie niemiecko-radzieckim II wojny światowej. Pełnił funkcję dowódcy oddziału karabinów maszynowych. Oznaczył się na polu walki 6 lipca 1944 roku, uczestnicząc w operacji rozbicia sił niemieckich przez Armię Czerwoną w tzw. „mińskim kotle”. Tego dnia, na terenie byłego sowchozu „Pięciolatka” w rejonie smolewickim, ogniem z karabinu maszynowego zatrzymał 6 niemieckich kontrataków, podpalił 13 samochodów i zniszczył na leśnej drodze kilkadziesiąt motocykli poruszających się w kolumnie niemieckich wojsk, która wydostała się z okrążenia.
Po wojnie pracował w gospodarstwie rolnym.

## Odznaczenia
24 marca 1945 został odznaczony Złotą Gwiazdą Bohatera Związku Radzieckiego, a także Orderem Lenina, Orderem Czerwonego Sztandaru, Orderem Wojny Ojczyźnianej I klasy, Orderem Sławy III klasy i medalami.